# Joseph Campbell

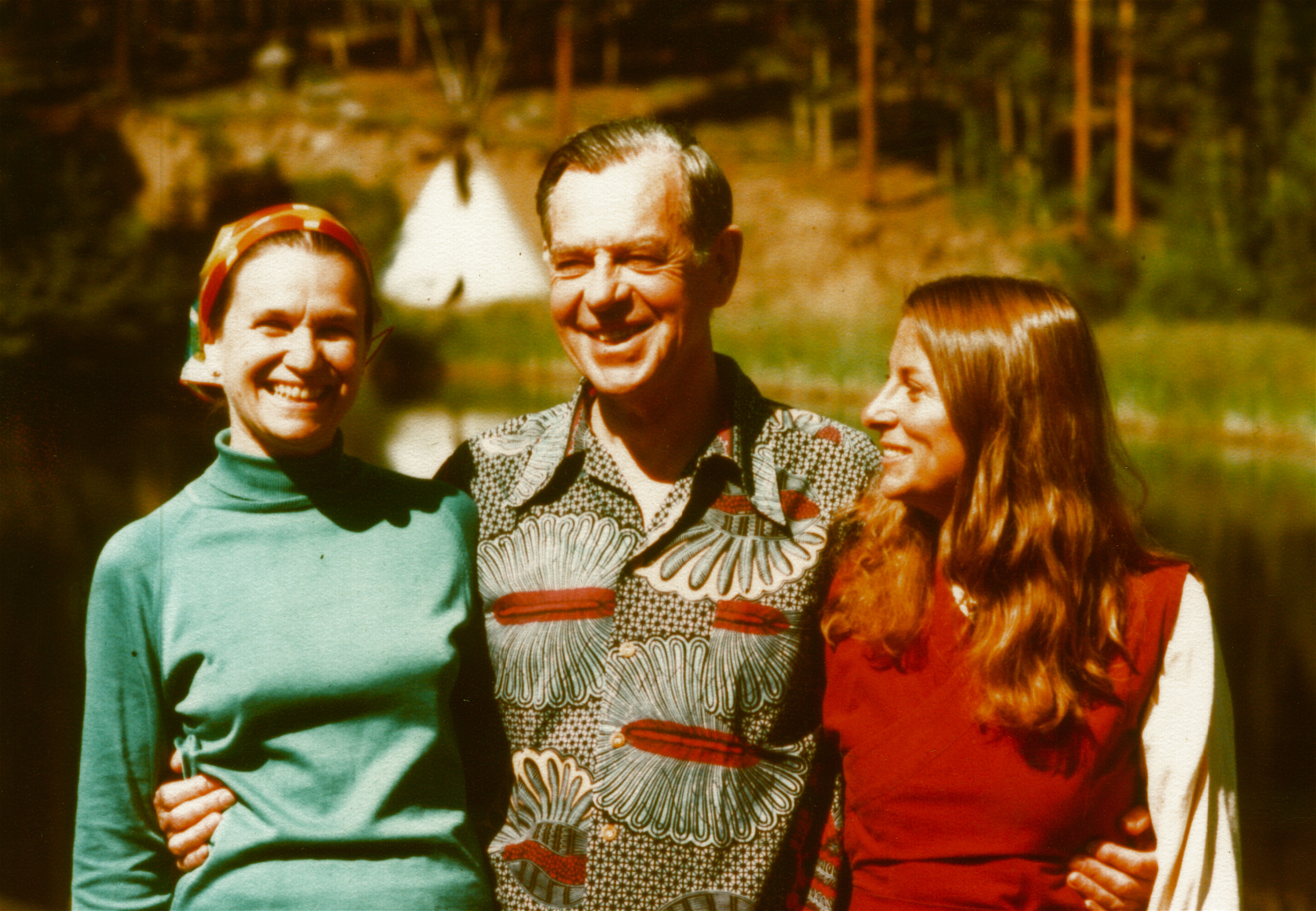
Von links nach rechts: Jean Erdman, Joseph Campbell und Joan Halifax auf der Feathered Pipe Ranch in Montana, Ende der 1970er Jahre.

Joseph John Campbell (* 26. März 1904 in White Plains, New York; † 30. Oktober 1987 in Honolulu, Hawaii) war ein US-amerikanischer Professor und Publizist auf dem Gebiet der Mythologie.

## Leben
Campbell wurde als Sohn irischer Einwanderer römisch-katholisch erzogen. Seine Eltern waren der Strumpf-Importeur und Großhändler Charles William Campbell, aus Waltham (Massachusetts) und Josephine, geborene Lynch aus New York. Er beschäftigte sich schon im Kindesalter interessiert mit den Mythen der amerikanischen Ureinwohner. 
Im Jahre 1921 absolvierte Campbell die Canterbury School in New Milford, Connecticut. Später, während seiner Zeit am Dartmouth College, studierte er Biologie und Mathematik, letztlich entschied er sich jedoch für die Geisteswissenschaften. So studierte er Englisch, Literaturwissenschaft und Sprachen am Dartmouth College. Er wechselte an die Columbia University, wo er 1925 seinen Bachelor of Arts in englischer Literatur und 1927 seinen Master of Arts in mittelalterlicher Literatur erhielt. In Dartmouth war er der Verbindung Delta Tau Delta (ΔΤΔ) beigetreten. Als versierter Athlet erhielt er Auszeichnungen in Leichtathletik-Wettbewerben und gehörte zeitweise zu den schnellsten Halbmeilen-Läufern der Welt. 
Im Jahre 1924 reiste Campbell mit seiner Familie nach Europa. Auf dem Schiff begegnete er auf seiner Rückreise dem „auserwählten Messias“ der Theosophischen Gesellschaft, Jiddu Krishnamurti. Durch ihre Diskussionen über die indische Philosophie wurde Campbells Interesse an hinduistischem und indischem Denken geweckt. Im Jahre 1927 erhielt er ein Stipendium der Columbia University, um in Europa zu studieren. Campbell beschäftigte sich mit der altfranzösischen Sprache, dem Provenzalischen und dem Sanskrit an der Universität Paris und an der Universität München. Er lernte,?das Französische und Deutsche  nicht nur zu lesen, sondern auch zu sprechen.
Campbell wurde von vielen Autoren beeinflusst, vor allem von Carl Gustav Jung, Heinrich Zimmer, Friedrich Nietzsche und Arthur Schopenhauer, aber auch von Vertretern der Belletristik wie James Joyce und Thomas Mann, in deren Werken er den „Geist des Mythos“ auf zeitgemäße Weise vergegenwärtigt sah.
Campbell war knapp vierzig Jahre lang als Lehrer am Sarah Lawrence College in Bronxville tätig. 1973 wurde er in die American Academy of Arts and Letters gewählt.
Breite Bekanntheit erlangte er nach seinem Tod durch die Fernsehserie Joseph Campbell and the Power of Myth, eine sechsteilige Interviewreihe mit dem Fernsehjournalisten Bill Moyers, aufgenommen z. T. auf der Skywalker Ranch des Star-Wars-Schöpfers George Lucas. Die Reihe erreichte unmittelbar nach Campbells Tod 1987 ein Millionenpublikum.
Campbell war von 1938 bis zu seinem Tod mit der US-amerikanischen Tänzerin, Choreografin und Tanzpädagogin Jean Erdman verheiratet.

## Werk
Sein erstes Buch A Skeleton Key to Finnegans Wake schrieb Campbell 1939 in Co-Autorschaft mit Henry Morton Robinson über James Joyce. Campbell und Robinson versuchten darin einen eigenen Zugang zu Joyce’ Werk. 1949 veröffentlichte Campbell als alleiniger Autor Der Heros in tausend Gestalten. Das Werk behandelt das Motiv der Heldenreise. Es war zunächst nur einem kleinen Publikum bekannt, wurde im Laufe der Jahrzehnte jedoch stärker rezipiert.
Campbells vierbändige Arbeit Die Masken Gottes (The Masks of God), die zwischen 1959 und 1968 veröffentlicht wurde, behandelt die Mythologie der ganzen Welt, von der Antike bis zur Moderne. Wo Der Heros in tausend Gestalten sich auf die Gemeinsamkeit der Mythologie fokussiert, konzentrieren sich die Bücher Die Masken Gottes auf historische und anthropologische Variationen, die der Monomythos aufnimmt (die „Volksideen“). Die vier Bände sind unterteilt in: Primitive Mythologie, Orientalische Mythologie, Abendländische Mythologie und Kreative Mythologie.

## Thesen
Campbell entwickelte eine populäre Sichtweise von Mythologie, Religion und den von diesen verwendeten Symbolen. Er versuchte, in Religion und Mythos „universelle Erfahrungsmuster“ aufzuzeigen, die sich in allen Mythologien dieser Erde nachweisen ließen. Dabei griff er unter anderem auf die Tiefenpsychologie Carl Gustav Jungs zurück. Das Ziel dieser vergleichenden Mythenforschung bestehe laut Campbell darin, zwischen „universellen Strukturen der Mythen“ und lokalen Besonderheiten derselben Mythen sorgfältig zu unterscheiden. In der Vortragsreihe Die Mitte ist überall zwischen 1981 und 1984 in San Francisco analysierte Campbell diesen Unterschied eingehend. Es fänden sich Elementargedanken zur Struktur des menschlichen Lebens wie Heldenreise, Kundalini oder die von ihm angenommene Balance zwischen Sonne (männlich, Feuer) und Mond (weiblich, Wasser) in Mythologien der ganzen Welt, dort unabhängig voneinander entstanden. Sie seien eine lebenswichtige Orientierung im Leben jedes Menschen gewesen, die Menschen in der heutigen Zeit nicht mehr hätten. Es fehlten überzeugende Mythen, mit denen diese Sinn und Ausrichtung des eigenen Lebens gewinnen könnten.
Daneben habe jede Mythologie auch die Aufgabe, das soziale Miteinander des Stammes, der Stadt, des Staates zu regeln und ein harmonisches Miteinander zu sichern. Diese seien zum großen Teil auf lokale Besonderheiten – insbesondere geographische – abgestimmt gewesen, während Außenstehende – etwa für die ägyptische und griechische Kultur – als Barbaren, Heiden oder gar nicht erst als Menschen im eigentlichen Sinne angesehen und entsprechend behandelt worden seien. Die lokale Beschränkung fände sich in (fast) allen Mythologien wieder: „die soziale Funktion einer Mythologie sorgt […] nicht dafür, daß der Geist sich öffnet, sondern bewirkt eine Abkapselung, damit die lokale Bevölkerung dadurch gegenseitigen Rückhalt findet und zusammengebunden wird…“ (Joseph Campbell)
Campbells These war, dass diese zweite Funktion der Mythologie zum ersten Mal in Babylonien zu Zeiten des Sargon von Akkad (2356 v. Chr. bis 2300 v. Chr.) zur dominanten Funktion wurde. Der Mythos des Sargon erzählt davon, dass Sargon seinen Anspruch auf das Königsamt durch die Liebe der Göttin Ischtar legitimierte. Mythologie werde hier primär als Rechtfertigung eines Herrschaftsanspruchs eingesetzt. Dasselbe Muster fände sich später bei Moses und ähnlich in allen großen monotheistischen Religionen. Mit der Legitimationsfunktion des Mythos für politische Herrschaft aber werde der universelle Gedanke, den Menschen selbst – qua Menschsein – als ein göttliches Wesen zu verstehen, zu einem Störfaktor und immer weiter verdrängt. Religionskriege und Götter mit dem Anspruch von Allmacht seien die Folge gewesen, Gift für den langsamen Prozess der Reife eines Menschen von einem abhängigen Geschöpf zu einem „selbstverantwortlichen Schöpfer seines Lebens“.
Diese Entwicklung, so Campbell, habe mit dem Zweiten Weltkrieg ihren nicht mehr zu überbietenden Höhepunkt gefunden. Seit dieser Katastrophe setzte sich langsam aber stetig die Einsicht durch, dass nicht dieser oder jener Landstrich, sondern die Erde die Heimat des Menschen sei. Einen Mythos der Menschheit – in dem die Erde die Heimat des Menschen ist – gebe es allerdings noch nicht. Ihn zu erschaffen hielt Campbell für unumgänglich. Allerdings: „Die nächste Mythologie läßt sich ebensowenig wie der Traum der kommenden Nacht vorhersagen, denn eine Mythologie ist keine Ideologie. Sie wird nicht vom Gehirn entworfen, sondern vom Herzen erfahren.“ (Joseph Campbell)

## Wirkung
Campbells Ideen beeinflussten u. a. den Filmemacher George Lucas bei der Entwicklung seiner Star-Wars-Saga, Computerspielentwickler Richard Garriott, Regisseur George Miller bei der Ausgestaltung seines vielfachen Protagonisten Mad Max sowie den Sänger der britischen Rockband James, Tim Booth.
Die Literaturwissenschaftler Stefan Tilg, Achim Aurnhammer und Georg Feitscher kritisieren Campbells Buch als „auf eine schwer verdauliche Weise populärwissenschaftlich und esoterisch“ und empfehlen eher neuere Ansätze wie etwa des amerikanischen Forschers Patrick Colm Hogan.

## Veröffentlichungen und Übersetzungen (Auswahl)
- als Hrsg.: Myths, Dreams and Religion. New York 1970.
- Der Heros in tausend Gestalten. Insel, Frankfurt am Main 1999, ISBN 3-458-34256-7
- Die Masken Gottes. 4 Bände. dtv, München 1996, ISBN 3-423-59034-3
- Die Kraft der Mythen. Artemis & Winkler, 1994, ISBN 3-7608-1101-9
- Das bist Du. Ansata, 2002, ISBN 3-7787-7189-2
- Lebendiger Mythos. Goldmann, 1988, ISBN 3-442-12023-3
- Mythen der Menschheit. Kösel, München 1993, ISBN 3-466-34297-X
- Der Flug der Wildgans. Sphinx, 1990, ISBN 3-85914-188-0
- Die Mitte ist überall. Kösel, 1992, ISBN 3-466-34269-4